# Rävälä
Rävälä was een oude Estse provincie die zich in het noorden van Estland bevond, langs de kust van de Finse Golf. Het gebied kwam ruwweg overeen met het huidige grondgebied van Harjumaa. Rävälä werd in 1219 veroverd door de Denen tijdens de Noordelijke Kruistochten. Binnen de grenzen van Rävälä lag de stad Lindanise, die tegenwoordig bekend staat als 'Tallinn. De naam Rafala, zoals genoemd in de IJslandse Njáls saga, lijkt een variant te zijn van de lokale Estse benaming voor dit middeleeuwse gebied.